# 俞應辰
俞應辰（？年—？年），字仲尊，福建莆田縣（今福建省莆田市）人。明朝政治人物，正德甲戌進士。

## 生平
弘治十四年（1501年）辛酉科福建鄉試第三十九名舉人，正德九年（1514年）甲戌科進士。授繁昌縣知縣，遷兵部職方司主事，陞郎中。出爲廉州府知府，改石阡府知府。